# Rocky Bleier
Robert Patrick Bleier, detto Rocky (Appleton, 5 marzo 1946), è un ex giocatore di football americano statunitense che ha giocato nel ruolo di running back per tutta la carriera con i Pittsburgh Steelers della National Football League (NFL).

## Servizio in Vietnam
Bleier fu scelto dai Pittsburgh Steelers nel sedicesimo giro del Draft NFL 1968. Dopo la sua stagione da rookie si arruolò volontariamente per la Guerra del Vietnam, dove giunse nel maggio 1969. Il 20 agosto, mentre era di pattuglia, Bleier fu ferito alla coscia sinistra da un fucile quando il suo plotone fu colpito da un'imboscata in una risaia. Mentre si trovava a terra, una granata nemica cadde nelle sue vicinanze, ferendolo ulteriormente con delle schegge nella gamba. In seguito fu premiato con il Purple Heart e la Bronze Star Medal.
Durante la convalescenza in un ospedale di Tokyo, i dottori gli dissero che non avrebbe più giocato a football. Poco dopo, ricevette una cartolina dal proprietario degli Steelers Art Rooney con scritto "Rock - la squadra non se la sta passando bene. Abbiamo bisogno di te. Art Rooney". Bleier in seguito affermò: "Quando hai qualcuno che si prende il tempo e il disturbo di spedirti una cartolina, qualcosa che non gli era richiesto di fare, hai un posto speciale per questo genere di persone".

## Carriera nel football
Un anno dopo essere stato ferito, Bleier si presentò al training camp degli Steelers. Al suo ritorno, non riusciva a camminare senza provare dolore e pesava solamente 82 kg. Trascorse due intere stagioni tentando di riguadagnare un posto nel roster attivo, venendo anche svincolato in due occasioni. Bleier non si arrese e lavoro duramente per "non dovere chiedere in futuro a te stesso e se?".
Dopo che nell'estate 1974 fu tornato a un peso di 95 chili, ritrovò posto nella formazione titolare degli Steelers. Fu la seconda arma sulle corse della squadra, dopo Franco Harris, ma fu anche un efficace bloccatore. Nel 1976, sia Harris che Bleier superarono le mille yard corse, diventando la seconda coppia nella NFL dopo Mercury Morris e Larry Csonka dei Miami Dolphins nel 1972.
Bleier vinse quattro Super Bowl con gli Steelers, ricevendo un passaggio da touchdown da Terry Bradshaw che portò Pittsburgh in vantaggio nel Super Bowl XIII. Nella stessa gara recuperò anche un onside kick di Dallas, sigillando la vittoria della sua squadra nei secondi finali.
Bleier si ritirò dopo la stagione dopo avere corso 3 865 yard (quarto di tutti i tempi della franchigia all'epoca) e segnato 25 touchdown.

## Palmarès
- Super Bowl : 4

Pittsburgh Steelers: IX, X, XIII, XIV
- American Football Conference Championship: 4

Pittsburgh Steelers: 1974, 1975, 1978, 1979

## Statistiche
| Yard corse         | 3 865 |
| Touchdown su corsa | 23    |